# Тушинцы (опера)
«Тушинцы» — опера в четырёх действиях, пяти картинах по драматической хронике А. Островского «Тушино». Либретто и музыка П. И. Бларамберга. Премьера постановки состоялась 24 января 1895 года. Опера «Тушинцы» признаётся самой известной из произведений Бларамберга, она ставилась в Москве и в провинции и в целом считается успешной постановкой.

## История
24 января 1895 года в Большом театре состоялась первая постановка оперы «Тушинцы». Опера демонстрировалась 14 раз, последнее представление состоялось 31 октября 1897 года. Балетмейстеры Ф. Манохин, И. Мендес, художники К. Вальц, И. Савицкий, дирижер И. Альтани. Режиссёр А. Барцал.
Музыка оперы частично основывается на мотивах народных песен, а частично на народных песнях, взятых полностью. Четыре песни для хора «И что ты, молодец, пригорюнился», «И от Москвы зоря занималась», «На море утушка купалась», «Кудри русые как за стол пошли» по своему исполнению очень близки к хоровому пению. Критики отмечают, что в песне «На море утушка купалась» слова взяты будто бы из одной песни, а напев из другой, и он мало соответствует словам. Песня «И от Москвы зоря занималась» поётся без всякого сопровождения, остальные с общепринятым сопровождением. Мотивы этих песен не связаны с целой оперой и могут быть заменены песнями другого характера. По мнению отдельных авторов, опера иногда производит впечатление сборника отдельных музыкальных номеров разного содержания, которые были написаны в русском духе. А если темы оперы входят глубже в состав самой оперы, опера становится более цельным музыкальным произведением.
Развитых речитативов в опере нет. Ария Людмилы представляет собой одну песню в быстром движении, затем идёт небольшой мелодичный речитатив и другая песня, в медленном движении, затем идёт повторение первой песни. Ария Максима в третьем действии содержит Moderato, Menno Mosso, Andante sostenupo, appassionato. Квартет с хором в третьем действии начинается solo. Одним из лучших в этой опере называют татарский танец. В сцене, где Максим врывается в хоромы Сеитова, и видит там своего отца, музыка представлена речитативным диалогом.
Отмечают наличие новых декораций, новых костюмов, хорошо разученного хора и балета. В литературном журнале «Русская мысль» отмечали, что актриса Дейша-Сионицкая в роли Людмилы больше напоминала не своевольную девицу того времени, а капризную женщину. Г. Донской изображает Николая как глупого парня, а не как наивного влюблённого. Г. Власов в роли Максима не может нормально исполнять партию, потому что она написана для баритона, а у Власова Basso cantante с хорошими верхними нотами. Опера имела успех, зал театра был заполнен зрителями и автора вызывали к зрителям несколько раз.
В журнале «Музыкальный современник» сказано, что опера долго пользовалась огромным успехом, и что если бы не конфликт между театральной дирекцией и Бларамбергом, то опера бы ставилась и по сей день. Причиной конфликта стали каверзы со стороны театра.

## Действующие лица
- Сеитов, воевода Ростовский — В. Тютюнник
- Людмила, дочь его — М. Дейша-Сионицкая
- Степан Редриков — С. Трезвинский
- Пан Лисовский — В. Цветков
- Марфа, жена Степана Редрикова — Л. Звягина
- Максим, сын Степана Редрикова и Марфы — С. Власов
- Николай, сын Степана Редрикова и Марфы — Л. Донской
- Савлуков — Н. Украинцев
- Атаман Чика — А. Стрижевский
- Хозяин постоялой избы — М. Былов
- Мамка Людмилы — С. Раевская[7]

## Либретто
Действие происходит в 1606 году. Дворянин Степан Редриков остановился на постоялом дворе вместе с женой и двумя сыновьями Николаем и Максимом. Николай говорит своей матери о том, что он любит Людмилу — дочь воеводы Сеитова. Появляется воевода и его дочь Людмила. Между ним и Максимом происходит конфликт. Сеитов выгоняет из избы Максима и его семью. Максим оскорблен таким поступком и обещает отомстить воеводе. Он решает перейти на сторону Лжедмитрия, собирает в Тушино себе шайку единомышленников, вместе с которой уезжают в Ростов. Его младший брат женится на Людмиле.
Лагерь тушинцев — сторонников Лжедмитрия II — расположен под Москвой. Люди слушают речь пана Лисовского и решают идти на Москву. Среди этой толпы оказывается и Максим Редриков. В Ростове Великом люди готовятся к защите город от захватчиков. Николай вместе с отцом и матерью, и женой, живут в Ростове. Максим вместе с толпой врывается в хоромы Сеитова, но сталкивается со своим отцом, который проклинает сына за то, что тот примкнул к тушинцам. Максим защищает Людмилу от толпы и падает от удара Николая, который не узнает своего брата. Толпа поджигает хоромы Сеитова, в которых погибают Николай, Людмила и отец Николая.

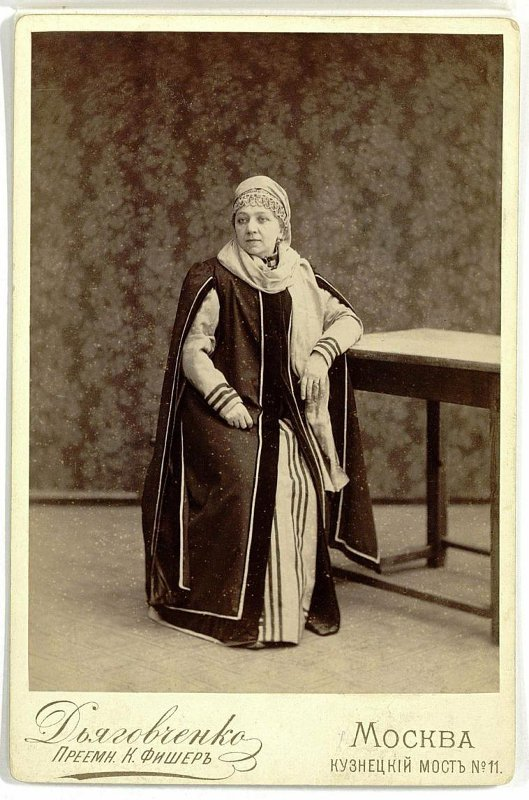
Л.Г.Звягина в роли Марфы
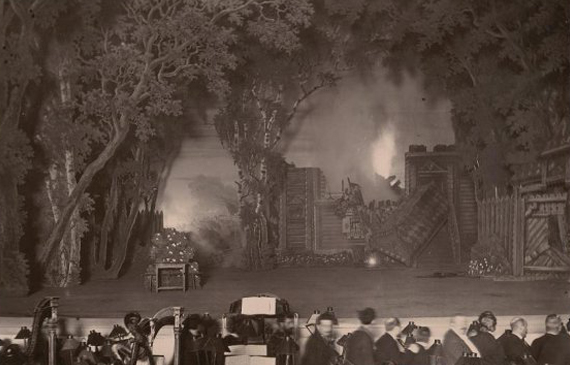
Сцена. "Тушинцы", Бларамберг П.И.
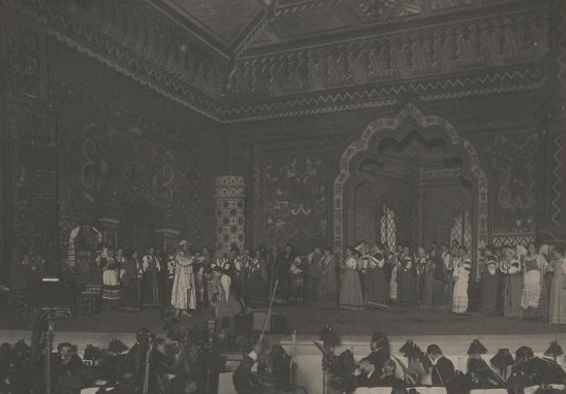
Фотография. Сцена из 3 акта. "Тушинцы"
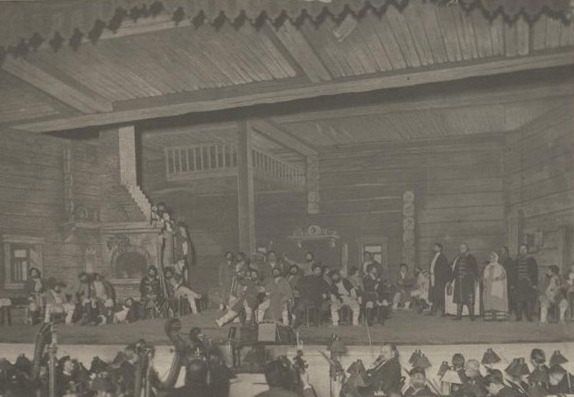
Фотография. Сцена из 1 акта. "Тушинцы"
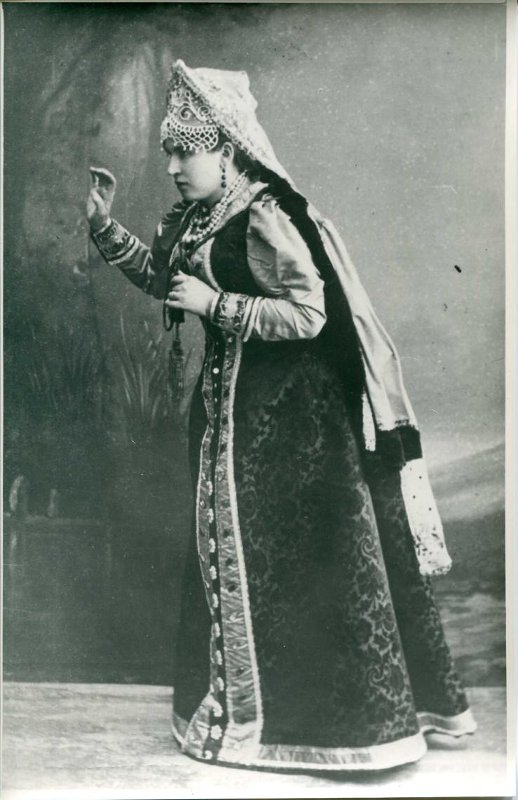
Мария Адриановна Дейша-Сионицкая в роли Людмилы
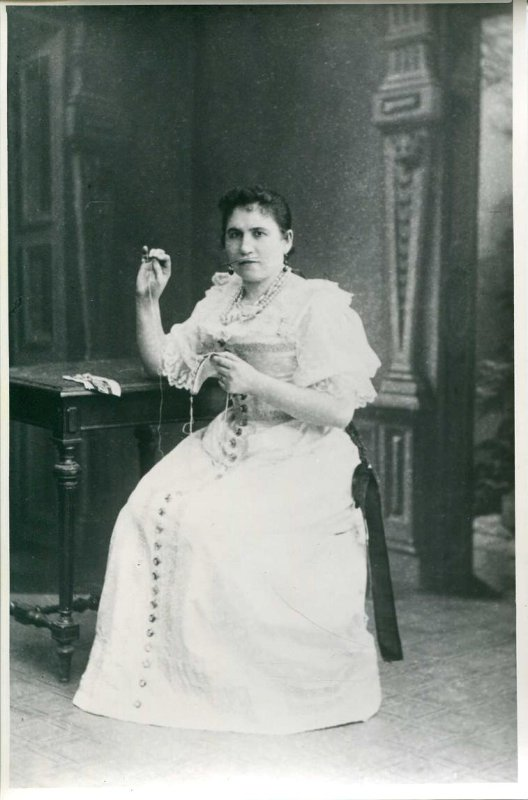
Дейша-Сионицкая Мария Адриановна в роли Людмилы